# Cánh cụt hoàng đế
Chim cánh cụt hoàng đế (tên khoa học Aptenodytes forsteri) là một loài chim trong họ Spheniscidae. Chúng là loại chim lớn nhất và nặng nhất trong số tất cả những loài chim cánh cụt sống và đặc hữu ở Châu Nam Cực. Con trống và con mái có bộ lông và kích thước tương tự nhau, chiều cao đạt tới 122 cm (48 in) và cân nặng từ 22 đến 45 kg (49 đến 99 lb). Đầu và lưng chúng màu đen, bụng và chân màu trắng, ngực màu vàng nhạt và tai màu vàng tươi. Cơ thể thuôn dài. Chim cánh cụt không biết bay, có đôi cánh nhỏ và dẹt cùng chân chèo thích nghi với môi trường nước.
Thức ăn thường ngày của chim cánh cụt hoàng đế là cá, nhưng đôi khi chúng cũng ăn động vật giáp xác, các loài nhuyễn thể, động vật thân mềm và mực. Trong khi săn, loài này có thể lặn xuống dưới nước trên 18 phút và lặn sâu tới 535 m (1.755 ft). Chúng có một số đặc điểm giúp thích nghi với điều kiện này, bao gồm một hemoglobin có cấu trúc bất thường cho phép nó hoạt động ở nơi có nồng độ oxy thấp, xương rắn để giảm chấn thương áp suất, và khả năng giảm sự trao đổi chất ở cơ thể nó và tắt các chức năng cơ quan không cần thiết.
Chim cánh cụt hoàng đế nổi tiếng với những chuỗi hành trình của các con lớn mỗi năm để giao phối với nhau và nuôi con cái. Các loài cánh cụt chỉ sinh sản duy nhất vào mùa đông ở Châu Nam Cực, chúng phải đi quãng đường dài khoảng từ 50–120 km (31–75 mi) trên băng để tới khu vực sinh sản, nơi có hàng ngàn cá thể. Những con mái sẽ đẻ ra một quả trứng duy nhất, sau đó con trống sẽ lo việc ấp trứng, còn con mái ra biển kiếm mồi. Sau đó, con trống và con mái thay nhau tìm kiếm thức ăn ngoài biển và chăm sóc cho cánh cụt con ở nơi sinh sản. Tuổi thọ của chim cánh cụt hoàng đế là 20 năm, mặc dù có một số con có thể sống tới 50 tuổi.

## Phân loại

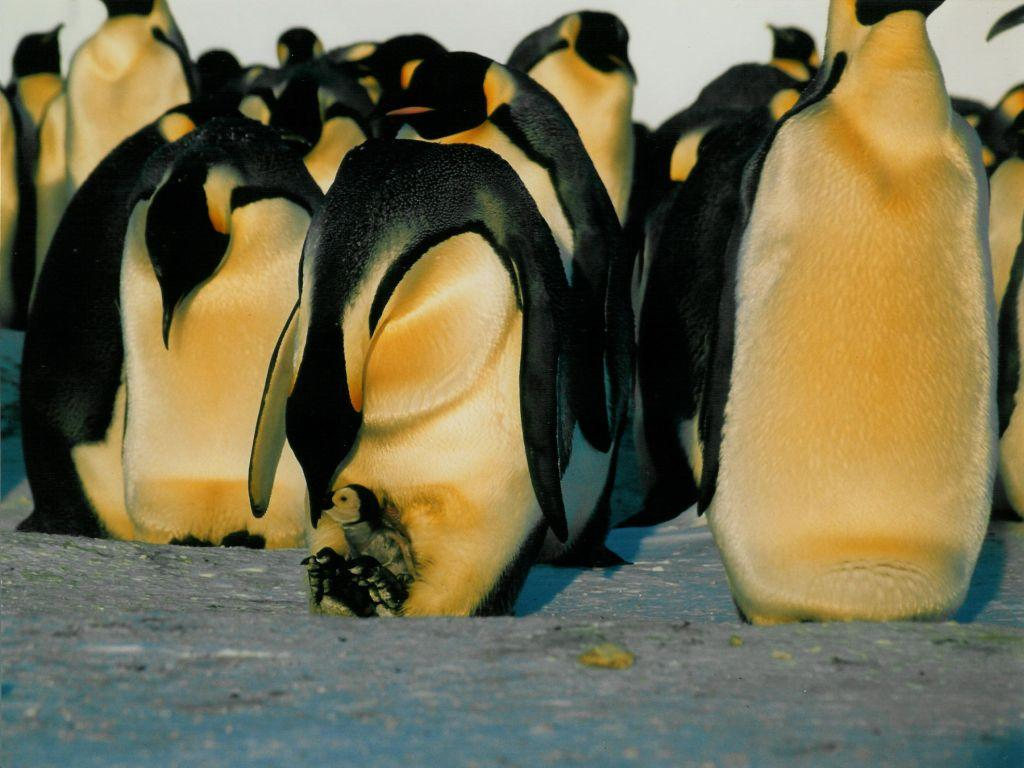
Chim cánh cụt hoàng đế mớm mồi cho con

Chim cánh cụt hoàng đế đã được nhà động vật học người Anh George Robert Gray mô tả năm 1844. Ông đã đặt tên cho loài chim này dựa vào tiếng Hy Lạp cổ đại, ἀ-πτηνο-δύτης [a-ptēno-dytēs] có nghĩa là "thợ lặn không cánh". Tên cụ thể của nó để vinh danh nhà tự nhiên học người Đức Johann Reinhold Forster, người đã đi cùng thuyền trưởng James Cook trong chuyến du hành trên Thái Bình Dương lần thứ hai, lần mà James Cook chính thức đặt tên cho năm loài chim cánh cụt.
Tương tự với chim cánh cụt vua nhưng kích cỡ nhỏ hơn (A. patagonicus), chim cánh cụt hoàng đế là một trong hai loài còn tồn tại của chi Aptenodytes. Bằng chứng hóa thạch của loài cánh cụt thứ ba trong chi Aptenodytes - chim cánh cụt Ridgen (A. ridgeni) đã được tìm thấy tại New Zealand, ước tính chúng sống vào cuối thế Pliocen, tức hơn 3 triệu năm trước. ago, in New Zealand. Nghiên cứu về hành vi và di truyền của chim cánh cụt, các nhà khoa học đã đưa ra giả thuyết rằng chi Aptenodytes là chi cơ bản, nói cách khác, nó tách ra từ một nhánh bao gồm tất cả các loài cánh cụt khác.

## Mô tả
Chim cánh cụt hoàng đế lớn khi đứng có chiều cao 122 cm (48 in). Trọng lượng khoảng 22 đến 45 kg (49 đến 99 lb) và thay đổi theo giới tính, con trống nặng hơn con mái. Trọng lượng cũng thay đổi theo mùa, như chim cánh cụt trống và mái mất một khối lượng đáng kể trong khi nuôi con non và ấp trứng. Một con trống phải chịu đựng cái rét ở Nam Cực trong hơn 2 tháng để bảo vệ trứng của nó. Trong thời gian này, con trống không hề ăn gì cả. Hầu hết con trống này sẽ giảm 12 kg (26 lb) trong khi nó chờ cho con non nở. Trọng lượng của con trống vào đầu mùa sinh sản là 38 kg (84 lb) và con cái là 29,5 kg (65 lb). Sau mùa sinh sản, cả con cái và con đực sẽ giảm khoảng 23 kg (51 lb).
Giống như tất cả các loài chim cánh cụt khác, chim cánh cụt hoàng đế có một cơ thể phù hợp cho việc bơi: đôi cánh dẹt, chân chèo phẳng. Lưỡi được trang bị phía sau lông tơ để ngăn chặn con mồi thoát ra ngoài khi bị bắt. Con lớn có lông màu đen phía sau, trên đầu, cằm, cổ, lưng, phần lưng của chân chèo, và đuôi. Những phần dưới của cánh và bụng có màu trắng, màu vàng nhạt trên ngực, còn tai màu vàng tươi. Khi chúng ở tuổi thành niên, tai, cằm và họng có màu trắng, riêng cái mỏ màu đen. Chim cánh cụt con thường được phủ một lớp lông màu xám bạc và có đầu màu đen và trắng. Một con non với cả bộ lông màu trắng đã được tìm thấy năm 2001. Nó đã bị coi là bạch tạng nếu như không có đôi mắt màu hồng. Con non cân nặng khoảng 315 g (11 oz) sau khi nở, và đủ lông khi trọng lượng của chúng bằng 50% trọng lượng con lớn.
Bộ lông màu đen của chim cánh cụt hoàng đế chuyển dần sang màu nâu từ tháng 11 cho tới tháng 2, trước đợt rụng lông hàng năm từ tháng 1 đến tháng 2. Việc rụng lông của loài này nhanh hơn một số loài chim khác, chỉ tới 34 ngày. Bộ lông của chim cánh cụt hoàng đế sẽ mọc lên từ da sau khi chúng đã phát triển được một phần ba tổng chiều dài của chúng, và trước khi bị rụng mất lông cũ, để giúp giảm cách nhiệt và tăng tỏa nhiệt. Lông mới sau đó đã đẩy đi những cái lông cũ trước khi hoàn thành sự sinh trưởng của chúng.
Trung bình mỗi năm tỷ lệ sống của chim cánh cụt hoàng đế đo được là 95,1%, với tuổi thọ trung bình là 19,9 năm. Một số nhà nghiên cứu lại ước tính rằng 1% trong số những con chim cánh cụt hoàng đế có thể sống tới 50 tuổi. Ngược lại, 19% những con non sống sót được qua năm đầu tiên. 80% số cánh cụt trưởng thành có độ tuổi từ 5 tuổi trở lên.

## Phân bố
Có khoảng 80.000 cặp chim cánh cụt hoàng đế, tức 160.000 con, sống trên biển Ross. Mũi Washington có khoảng từ 40.000 con đến 50.000 con. Đảo Coulman ở Victoria Land có 44.000 con. Vịnh Halley, Coats Land có khoảng từ 28.600 con đến 62.800 con và Vịnh Atka ở Queen Maud Land (32.000) con.

## Tình trạng bảo tồn
Chim cánh cụt hoàng đế là một trong những điều mà tổ chức Liên minh Bảo tồn Thiên nhiên Quốc tế (IUCN) quan tâm nhất. Cùng với chín loài khác thuộc chim cánh cụt, nó đang được Mỹ xem xét để đưa vào Luật về loài nguy cấp (ESA). Một số lý do chính khiến chim cánh cụt hoàng đế thiếu thức ăn là do biến đổi khí hậu. Các lý do khiến số lượng chim cánh cụt hoàng đế giảm sút là do bệnh tật, sự ấm lên toàn cầu.
Số cánh cụt hoàng đế giảm 50% trong khu Terre Adélie do tỉ lệ tử vong của con lớn tăng lên, đặc biệt là con trống, trong một thời gian dài thời tiết ở đây ấm áp bất thường cuối năm 1970, khiến cho những biển băng bị tan. Mặt khác, mức độ trứng nở thành công giảm đi do biển băng tăng lên. Do đó loài này được cho là rất nhạy cảm với khí hậu.
Kết quả nghiên cứu của viện Hải dương học Woods Hole vào tháng 1 năm 2009 đã cho rằng chim cánh cụt hoàng đế có thể tuyệt chủng vào năm 2100 do biến đổi khí hậu trên Trái Đất. Bằng cách áp dụng mô hình toán học để dự đoán sự tan biển băng từ việc ấm lên toàn cầu, họ đã kết luận rằng cuối thế kỷ 21, chim cánh cụt hoàng đế sẽ giảm đi 87%, từ 3.000 cặp chim sẽ giảm xuống chỉ còn 400 cặp chim.